# كأس تشيلي
كأس تشيلي (بالإسبانية: Copa Chile)‏، هي بطولة رسمية لكرة القدم في تشيلي، أسست سنة 1958م، وأحرز نادي كولو كولو اللقب 10 مرات.

## وصلة خارجية
- Chile Cup - RSSSF